# Galium crespianum
Galium crespianum là một loài thực vật có hoa trong họ Thiến thảo. Loài này được Rodr. mô tả khoa học đầu tiên năm 1879.